# Leichtathletik-Länderkampf der Frauen 1953 BR Deutschland – Großbritannien
| 11. Leichtathletik-Länderkampf mit bundesdeutscher Beteiligung 1953 | 11. Leichtathletik-Länderkampf mit bundesdeutscher Beteiligung 1953 |               |
| ------------------------------------------------------------------- | ------------------------------------------------------------------- | ------------- |
|                                                                     |                                                                     |               |
| Ländervergleich der Frauen: BR Deutschland – Großbritannien         |                                                                     |               |
| Austragungsort                                                      | Nienburg                                                            |               |
| Wettbewerbe                                                         | 9                                                                   |               |
| Datum                                                               | 30. August 1953                                                     |               |
| 1. GBR 2. FRG                                                       | 49 Punkte 47 Punkte                                                 |               |
| Chronik                                                             |                                                                     |               |
| ← FRG-ENG (M)                                                       | YUG-FRG (M) →                                                       | YUG-FRG (M) → |

Im elften Vergleich des Länderkampfjahres 1953 waren wieder die Frauen an der Reihe. In Nienburg an der Weser traten sie am 30. August gegen Großbritannien an, demselben Wochenende des Länderkampfs der Männer gegen England in Berlin. Drei Mal hatte es Begegnungen deutscher Leichtathletinnen mit England gegeben, nie zuvor jedoch mit dem Vereinigten Königreich.

## Wettbewerbe und Modus
Angeboten wurden alle neun Wettbewerbe des damals üblichen olympischen Frauenprogramms. In den Einzeldisziplinen wurden die Punkte standardmäßig verteilt, in der Staffel mit fünf zu drei.

## Ergebnis
Den Laufbereich dominierten die Britinnen deutlich. Nur im 80-Meter-Hürdenlauf lagen die Leichtathletinnen der Bundesrepublik Deutschland vor ihnen. Von den fünf technischen Disziplinen gewann dir Bundesrepublik zwei, demgegenüber gab es drei englische Siege. Allerdings waren zwei bundesdeutsche Doppelerfolge gegenüber nur einem für Großbritannien zu verzeichnen. So musste sich die Bundesrepublik hier mit 47 zu 49 Punkten am Ende doch nur äußerst knapp geschlagen geben.
Nach der Niederlage der bundesdeutschen Geher im Vergleich mit Schweden am 4./5. Juli war dies die zweite und letzte Niederlage für die bundesdeutschen Leichtathletikteams in der Saison 1953.

## Resultate

### 100 m
| Platz | Athletin        | Land | Zeit (s) |
| ----- | --------------- | ---- | -------- |
| 1     | Anne Pashley    | GBR  | 12,4     |
| 2     | Shirley Burgess | GBR  | 12,5     |
| 3     | Maria Sander    | FRG  | 12,5     |
| 4     | Ingrid Kühn     | FRG  | 12,8     |

### 200 m
| Platz | Athletin     | Land | Zeit (s) |
| ----- | ------------ | ---- | -------- |
| 1     | Ann Johnson  | GBR  | 24,8     |
| 2     | Maria Sander | FRG  | 25,0     |
| 3     | Anne Pashley | GBR  | 25,1     |
| 4     | Maria Arenz  | FRG  | 25,3     |

### 80 m Hürden
| Platz | Athletin              | Land | Zeit (s) |
| ----- | --------------------- | ---- | -------- |
| 1     | Maria Sander          | FRG  | 11,5     |
| 2     | Jean Desforges        | GBR  | 11,6     |
| 3     | Anneliese Seonbuchner | FRG  | 11,7     |
| 4     | Iris Pond             | GBR  | 11,8     |

### 4 × 100 m Staffel
| Platz | Besetzung      | Land                                                      | Zeit (s) |
| ----- | -------------- | --------------------------------------------------------- | -------- |
| 1     | Großbritannien | Jean Desforges Jean Newbould Shirley Burgess Anne Pashley | 47,3     |
| 2     | BR Deutschland | Ingrid Kühn Maria Sander Irmgard Egert Regina Lorberg     | 48,3     |

### Hochsprung
| Platz | Athletin                 | Land | Höhe (m) |
| ----- | ------------------------ | ---- | -------- |
| 1     | Sheila Lerwill           | GBR  | 1,57     |
| 2     | Ursula Schmückle         | FRG  | 1,53     |
| 3     | Thelma Hopkins           | GBR  | 1,53     |
| 4     | Margarethe von Buchholtz | FRG  | 1,50     |

### Weitsprung
| Platz | Athletin              | Land | Weite (m) |
| ----- | --------------------- | ---- | --------- |
| 1     | Jean Desforges        | GBR  | 6,20      |
| 2     | Lena Stumpf           | FRG  | 5,80      |
| 3     | Anneliese Seonbuchner | FRG  | 5,50      |
| 4     | Shirley Cawley        | GBR  | 5,50      |

### Kugelstoßen
| Platz | Athletin           | Land | Weite (m) |
| ----- | ------------------ | ---- | --------- |
| 1     | Marlene Biedermann | FRG  | 13,14     |
| 2     | Gerda Hagen        | FRG  | 12,72     |
| 3     | Suzanne Farmer     | GBR  | 12,70     |
| 4     | Joan Linsell       | GBR  | 11,56     |

### Diskuswurf
| Platz | Athletin       | Land | Weite (m) |
| ----- | -------------- | ---- | --------- |
| 1     | Suzanne Farmer | GBR  | 43,63     |
| 2     | Gerda Hagen    | FRG  | 41,88     |
| 3     | Karen Sonneck  | FRG  | 41,79     |
| 4     | Maya Giri      | GBR  | 37,53     |

### Speerwurf
| Platz | Athletin      | Land | Weite (m) |
| ----- | ------------- | ---- | --------- |
| 1     | Marlis Müller | FRG  | 42,86     |
| 2     | Jutta Krüger  | FRG  | 41,84     |
| 3     | Anne Collins  | GBR  | 38,82     |
| 4     | Evans         | GBR  | 33,40     |